# ユナイテッド航空173便燃料切れ墜落事故
ユナイテッド航空173便燃料切れ墜落事故（ユナイテッドこうくう173びんねんりょうぎれついらくじこ）は、1978年12月28日18時15分（太平洋標準時、PST）ごろ、ユナイテッド航空のマクドネル・ダグラスDC-8型機が燃料切れ状態でアメリカ合衆国オレゴン州ポートランド近郊の森に墜落した事故である。乗員乗客合わせて10人が死亡した。
着陸するために車輪を出した際に、脚下げ位置指示灯（ダウンロックインジケータ）が点灯しなかったため、クルーはこの原因調査、および緊急着陸の手順などについて検討していた。このとき、残燃料が少なくなっていることを失念してしまったものと推定されている。

## 事故当日のユナイテッド航空173便
- 使用機材：マクドネル・ダグラス DC-8-61[1]
  - 機体記号：N8082U（1968年製造）[1]
- 搭乗人数：189名[1]
  - 運航乗員：3名
    - 機長：52歳
    - 副操縦士：45歳
    - 航空機関士：41歳

  - 客室乗務員：5名
  - 乗客：181名[1]

## 概要
ユナイテッド航空173便は当日、ニューヨークのジョン・F・ケネディ国際空港を出発して、途中デンバーのステイプルトン国際空港を経由し、最終目的地のオレゴン州ポートランド空港に向かっていた。飛行の支障となる天候上の障害はなかった。
ポートランド空港への進入段階となり、ギアダウンを行った際に、ゴツンという大きな音がして機首が右に振れた。また、コックピット内にある前脚のダウンロックインジケータの緑ランプは点灯したが主脚のダウンロックインジケータが点灯しなかったので、直ちに着陸を取りやめて旋回に入った。その後、車輪が降りて確実にロックされているかを目視によりチェックしたり、最悪の場合には胴体着陸となる可能性を考えての処置や乗客への通知、その他の準備を行い最終着陸態勢に入ったが、ポートランド空港の東南東6海里（約11キロメートル）の地点で燃料がなくなり墜落した。燃料切れのため火災は発生しなかったが、乗員乗客189人中、航空機関士、客室乗務員責任者1人、および乗客8人の計10人が死亡し、21人が重傷、3人が軽傷を負った。

## 原因調査
NTSBの調査報告では以下のように結論付けられた。
機長は、車輪が出ているかどうかのチェックと、胴体着陸となった際の手順の検討に没頭してしまい、燃料が少なくなっていることの深刻さへの注意が疎かになっていた。また、他のクルーメンバー（副操縦士、航空機関士）の助言に対しても正しく応答しなかった。
機長以外のクルーら（副操縦士、航空機関士）については、残燃料に対する意識は機長に比べれば高く、実際に助言や警告も行ったが、概して控えめに過ぎたため、機長の関心を引き付けることができなかった。
また、脚の問題が発生してから、どのように見積もっても30分後には何ら障害なく着陸できていたはずであったとされた。

### 車輪ダウンロックインジケータ
右主脚を昇降するための油圧シリンダのピストンロッド端部が腐食により破断、分離していた。このためギアダウン操作時の右主脚は制御の無い状態で自由落下し、操縦席にも聞こえるほどの衝撃音となった。この衝撃によって、車輪が降りてロックされたことを検出するマイクロスイッチセンサも破損し、操縦席インジケータに緑色の表示がなされなかった。
機内マニュアルによれば、このような状態では、（それが可能であれば）飛行場上空を低空飛行し、管制塔に目視確認してもらうこととなっていた。これで確認が得られれば、脚は正常に下りているとみなして着陸してよい（ただしその後のタクシングは禁止）とされていた。だが、この管制塔による目視確認は行われなかった（管制塔への要請自体がなされなかった）。
また、機体に備えられた目視インジケータ（DC-8主脚では主翼上面に棒状の突起が出る）をキャビン窓ガラスを通して確認することとなっており、これが確認できれば、「機長の裁量により」着陸することが許されていた。このチェックは実際に機関士により行われ、結果は「正常にロックされている」であった。事故後の調査でも主脚は正常にロックされており、そのまま着陸ができただろうとされている。
しかしこのとき既に機長の頭の中では、「右主脚はロックされていない」、「接地したとたんに脚は引っ込んでしまう」、その結果として「胴体着陸が不可避である」、という考えが支配的となっていた。当該フライトでは副操縦士が操縦を担当していたので、ファイナルでのギアダウン操作は機長が行ったが、自身で行ったこの操作に際して、事故後の聴取において、「このときのただならぬ異常音と振動、その後の異様な機首の振れなど、すべて経験したことの無いものだった」と証言しており、目視用インジケータでの確認程度では胴体着陸となるであろうという考えを容易に変えられるものではなくなっていたと考えられている。

### 残燃料
機体の燃料計は、規定範囲内の誤差で正常に動作していたことが事故後に確認されており、また、直前の離陸地であるステイプルトン国際空港でのチェックにおいても、最終目的地であるポートランドまでの飛行に必要な規定通りの燃料を搭載していた。
脚の問題により待機旋回に入った時点（17時12分ごろ）では、まだ13,000ポンド以上の燃料が残っていた。
その後30分近くにわたり、クルーらは車輪が降りて正しくロックされているかどうかを知るためのいくつかの方法を試し、実際、航空機関士は、DC-8型機では主翼上面に設けられたダウンロックインジケータを目視にてロック状態であることを確認していた。
17時41分52秒に、操縦を担当していた副操縦士は航空機関士に対して「残燃料は？」と問いかけ、「5,000ポンド（およそ2.3トン）」との答えを得ている。また、48分54秒には、今度は機長に対して残燃料を質問している。これに対して機長は「5（5,000の意）だ」と答えている。この直後に残燃料が5,000ポンドを下回ったことを知らせる警告灯が点滅しはじめたが、機長は我が意を得たように「そろそろ点くころだと思っていたよ」と答えている。この警告灯が点灯し始めると、およそ25分後の18時15分には燃料を完全に使い果たすということは、運用規定にも書かれていた。
機長は、本当に全エンジンがフレームアウトするという危機を感じる寸前まで、実際の残燃料に関して混乱していた可能性が高い。
全エンジン停止のおよそ6分前、機長はNo.1メインタンクに1,000ポンドの燃料があると述べ、機関士もそれに同意している。同じときに、残燃料表示が1,000ポンドからゼロポンドに変わったと述べている。No.1メインタンクのゲージは1,000からいきなりゼロになることはなく、100ポンドずつ減っていくはずなので、機長はここで誤った読み取りをしていたことになる。実際、この時の表示は100からゼロに変わったものだった。
ユナイテッド航空では、個別のタンクの残燃料表示システムを、従来の直読デジタル式（故障が多かった）から、3桁表示でこれを100倍して読む方式のものに変更していた。そのうえ、同じく3桁表示の新しい総燃料表示（トータライザー）ゲージは個別タンク同様の3桁表示で、こちらは1,000倍して読む必要があった。強いストレス下で、個別のタンクの残燃料を読むときに機長と機関士の2人ともがこれらの乗数を混同して、100の代わりに1,000を用いてしまったのかもしれない。しかしながらこれ以前の発言からは、そういった間違いをしたという証拠はなく、この読み間違いを犯した時点では、事故はすでに不可避の段階となってしまっていた。

## 事故後
この事故を契機に、ユナイテッド航空は産業界で初めてのパイロット向け “Crew Resource Management / Cockpit Resource Management”（クルー / コックピット・リソース・マネジメント、CRM）プログラムを1980年に開始した。このCRMは現在においても世界中で成功裏に使われていることでもその有効性を証明している。

## 同様の事故
- アエロフロート機ネヴァ川不時着水事故 - 1963年8月21日、タリン空港を離陸したアエロフロート国内線が、ノーズギアの問題に遭遇し、問題を解決中に燃料切れになり、プルコヴォ空港付近のネヴァ川に不時着水した。
- スカンジナビア航空933便墜落事故（英語版） - 1969年1月13日、ロサンゼルス国際空港へ着陸進入を行っていたスカンジナビア航空933便がパイロットエラーにより、ノーズギアのライトが点灯せず、パイロットが問題に対処している間に滑走路手前の湾に墜落した。
- イースタン航空401便墜落事故 - 1972年12月29日、マイアミ国際空港へ着陸進入を行っていたイースタン航空401便においてノーズギアのライトが点灯せず、この問題の対処に気を取られている間にエバーグレーズ湿地帯に墜落した。
- テネリフェ空港ジャンボ機衝突事故 - 前述の401便、173便と並び、CRMが確立されていなかったことにより起きた。173便の事例も合わせて、アメリカの航空会社がCRMを訓練に取り入れるきっかけを作った。
- ユナイテッド航空2860便墜落事故 - 1977年12月17日、ソルトレイクシティ国際空港へ着陸しようとしていたユナイテッド航空の貨物機2860便がギアのライトが点灯しなかったため、旋回を行っていたところ付近の山に墜落した。

## この事故を扱った番組
- メーデー!:航空機事故の真実と真相 第10シーズン第8話「ユナイテッド航空173便」